# Lautumiae
Lautumiae (latin, singularis lautumia: ”stenbrott”, använt som straffarbetsanstalt) var ett stenbrott på Capitoliums nordöstra sluttning i antikens Rom. Det tjänade även som fängelse och var beläget strax ovanför Carcer.
Namnet lautumiae kommer av stenbrotten (λατομία) i Syrakusa, vilka användes för ett liknande ändamål.
Lautumiae var uppenbarligen inte ett lika strängt fängelse som Carcer; när Julius Sabinus fördes från Carcer inför senaten bad han att få blir förflyttad till Lautumiae.